# Списак репрезентативних голова Александра Митровића
Александар Митровић је српски фудбалер који је за репрезентацију Србије од 2013. постигао 62 гола на 100 одиграних утакмица и по томе је на првом месту списка најбољих стрелаца репрезентације.
Јуниорску каријеру започео је 2011. године у мечевима квалификација за Европско првенство 2012. на којима је постигао 4 гола, а проглашен је најбољим играчем првенства на којем је Србија освојила златну медаљу. За репрезентацију до 21 године наступао је у квалификацијама за ЕП 2015. где је био најбољи стрелац заједно са Мишијем Бачуајијем и Андреом Белотијем са 4 гола.
Митровић је за сениорску репрезентацију дебитовао 7. јуна 2013. године против Белгије када је био члан Партизана. Први гол за репрезентацију постигао је на асистенцију Миралема Сулејманија против Хрватске у квалификацијама за Светско првенство 2014. у ремију од 1 : 1. Свој први хет-трик постигао је на пријатељској утакмици против Боливије. У више наврата је постизао два гола на једној утакмици. У квалификацијама за Светско првенство 2018. постигао је 6 голова, док је у Лиги нација 2018/19. са истим бројем погодака био најбољи стрелац такмичења. На Светском првенству 2018. постигао је једини гол на утакмици против Швајцарске. Са два гола против Луксембурга 14. новембра 2019. године престигао је Рајка Митића на листи најбољих стрелаца репрезентације. У квалификацијама за Светско првенство 2022. је на прве две утакмице постигао три гола чиме је постао најбољи стрелац репрезентације свих времена.

## Голови
Голови Србије су наведени на првом месту. Колона „гол” означава резултат на утакмици након Митровићевог гола.

### Србија до 19
| #  | Датум              | Стадион                     | Противник | Гол   | Резултат | Такмичење                 | Реф.   |
| -- | ------------------ | --------------------------- | --------- | ----- | -------- | ------------------------- | ------ |
| 1. | 10. новембар 2011. | Стадион Херцлија, Херцлија  | Израел    | 1 : 0 | 1 : 0    | Квалификације за ЕП 2012. | [ 11 ] |
| 2. | 25. мај 2012.      | Стадион Карађорђе, Нови Сад | Немачка   | 2 : 1 | 2 : 2    | Квалификације за ЕП 2012. | [ 12 ] |
| 3. | 30. мај 2012.      | Стадион Карађорђе, Нови Сад | Румунија  | 1 : 0 | 3 : 0    | Квалификације за ЕП 2012. | [ 13 ] |
| 4. | 30. мај 2012.      | Стадион Карађорђе, Нови Сад | Румунија  | 3 : 0 | 3 : 0    | Квалификације за ЕП 2012. | [ 13 ] |
| 5. | 20. јул 2013.      | Стадион Судува, Маријамполе | Турска    | 2 : 0 | 2 : 1    | Европско првенство 2013.  | [ 14 ] |

### Србија до 21
| #  | Датум              | Стадион                          | Противник | Гол   | Резултат | Такмичење                 | Реф.          |
| -- | ------------------ | -------------------------------- | --------- | ----- | -------- | ------------------------- | ------------- |
| 1. | 26. март 2013.     | Градски стадион, Ловеч           | Бугарска  | 1 : 0 | 2 : 0    | Пријатељска утакмица      | [ 15 ] [ 16 ] |
| 2. | 26. март 2013.     | Градски стадион, Ловеч           | Бугарска  | 2 : 0 | 2 : 0    | Пријатељска утакмица      | [ 15 ] [ 16 ] |
| 3. | 11. октобар 2013.  | Стадион Дасаки, Ахна             | Кипар     | 1 : 2 | 1 : 2    | Квалификације за ЕП 2015. | [ 17 ]        |
| 4. | 15. новембар 2013. | Стадион Металац, Горњи Милановац | Белгија   | 2 : 1 | 2 : 2    | Квалификације за ЕП 2015. | [ 18 ]        |
| 5. | 5. март 2014.      | Ден Дреф, Левен                  | Белгија   | 1 : 0 | 3 : 0    | Квалификације за ЕП 2015. | [ 19 ]        |
| 6. | 5. март 2014.      | Ден Дреф, Левен                  | Белгија   | 3 : 0 | 3 : 0    | Квалификације за ЕП 2015. | [ 19 ]        |

### Сениорска репрезентација
| #   | Датум               | Стадион                           | Противник       | Гол   | Резултат | Такмичење                                 | Реф.          |
| --- | ------------------- | --------------------------------- | --------------- | ----- | -------- | ----------------------------------------- | ------------- |
| 1.  | 6. септембар 2013.  | Стадион Црвена звезда, Београд    | Хрватска        | 1 : 1 | 1 : 1    | Квалификације за СП 2014.                 | [ 4 ] [ 23 ]  |
| 2.  | 7. септембар 2015.  | Матмут Атлантик, Бордо            | Француска       | 1 : 2 | 1 : 2    | Пријатељска утакмица                      | [ 24 ] [ 25 ] |
| 3.  | 25. мај 2016.       | Градски стадион у Ужицу, Ужице    | Кипар           | 1 : 0 | 2 : 1    | Пријатељска утакмица                      | [ 26 ] [ 27 ] |
| 4.  | 5. јун 2016.        | Стадион Луј II, Фонвјеј           | Русија          | 1 : 1 | 1 : 1    | Пријатељска утакмица                      | [ 28 ] [ 29 ] |
| 5.  | 9. октобар 2016.    | Стадион Рајко Митић, Београд      | Аустрија        | 1 : 0 | 3 : 2    | Квалификације за СП 2018.                 | [ 30 ] [ 31 ] |
| 6.  | 9. октобар 2016.    | Стадион Рајко Митић, Београд      | Аустрија        | 2 : 1 | 3 : 2    | Квалификације за СП 2018.                 | [ 30 ] [ 31 ] |
| 7.  | 12. новембар 2016.  | Стадион Кардиф Сити, Кардиф       | Велс            | 1 : 1 | 1 : 1    | Квалификације за СП 2018.                 | [ 32 ] [ 33 ] |
| 8.  | 24. март 2017.      | Динамо Арена, Тбилиси             | Грузија         | 2 : 1 | 3 : 1    | Квалификације за СП 2018.                 | [ 34 ] [ 35 ] |
| 9.  | 11. јун 2017.       | Стадион Рајко Митић, Београд      | Велс            | 1 : 1 | 1 : 1    | Квалификације за СП 2018.                 | [ 36 ] [ 37 ] |
| 10. | 2. септембар 2017.  | Стадион Партизана, Београд        | Молдавија       | 3 : 0 | 3 : 0    | Квалификације за СП 2018.                 | [ 38 ] [ 39 ] |
| 11. | 10. новембар 2017.  | Стадион Тјенхе, Гуангџоу          | Кина            | 2 : 0 | 2 : 0    | Пријатељска утакмица                      | [ 40 ] [ 41 ] |
| 12. | 27. март 2018.      | Стадион Хајв, Лондон              | Нигерија        | 1 : 0 | 2 : 0    | Пријатељска утакмица                      | [ 42 ] [ 43 ] |
| 13. | 27. март 2018.      | Стадион Хајв, Лондон              | Нигерија        | 2 : 0 | 2 : 0    | Пријатељска утакмица                      | [ 42 ] [ 43 ] |
| 14. | 9. јун 2018.        | Меркур Арена, Грац                | Боливија        | 1 : 0 | 5 : 1    | Пријатељска утакмица                      | [ 6 ] [ 44 ]  |
| 15. | 9. јун 2018.        | Меркур Арена, Грац                | Боливија        | 3 : 0 | 5 : 1    | Пријатељска утакмица                      | [ 6 ] [ 44 ]  |
| 16. | 9. јун 2018.        | Меркур Арена, Грац                | Боливија        | 5 : 1 | 5 : 1    | Пријатељска утакмица                      | [ 6 ] [ 44 ]  |
| 17. | 22. јун 2018.       | Стадион Калињинград, Калињинград  | Швајцарска      | 1 : 0 | 1 : 2    | Светско првенство 2018.                   | [ 45 ] [ 46 ] |
| 18. | 10. септембар 2018. | Стадион Партизана, Београд        | Румунија        | 1 : 0 | 2 : 2    | Лига нација 2018/19.                      | [ 47 ] [ 48 ] |
| 19. | 10. септембар 2018. | Стадион Партизана, Београд        | Румунија        | 2 : 1 | 2 : 2    | Лига нација 2018/19.                      | [ 47 ] [ 48 ] |
| 20. | 11. октобар 2018.   | Стадион под Горицом, Подгорица    | Црна Гора       | 1 : 0 | 2 : 0    | Лига нација 2018/19.                      | [ 49 ] [ 50 ] |
| 21. | 11. октобар 2018.   | Стадион под Горицом, Подгорица    | Црна Гора       | 2 : 0 | 2 : 0    | Лига нација 2018/19.                      | [ 49 ] [ 50 ] |
| 22. | 17. новембар 2018.  | Стадион Рајко Митић, Београд      | Црна Гора       | 2 : 0 | 2 : 1    | Лига нација 2018/19.                      | [ 51 ] [ 52 ] |
| 23. | 20. новембар 2018.  | Стадион Партизана, Београд        | Литванија       | 2 : 0 | 4 : 1    | Лига нација 2018/19.                      | [ 53 ] [ 54 ] |
| 24. | 10. јун 2019.       | Стадион Рајко Митић, Београд      | Литванија       | 1 : 0 | 4 : 1    | Квалификације за ЕП 2020.                 | [ 55 ] [ 56 ] |
| 25. | 10. јун 2019.       | Стадион Рајко Митић, Београд      | Литванија       | 2 : 0 | 4 : 1    | Квалификације за ЕП 2020.                 | [ 55 ] [ 56 ] |
| 26. | 7. септембар 2019.  | Стадион Рајко Митић, Београд      | Португалија     | 2 : 3 | 2 : 4    | Квалификације за ЕП 2020.                 | [ 57 ] [ 58 ] |
| 27. | 10. септембар 2019. | Стадион Жози Бартел, Луксембург   | Луксембург      | 1 : 0 | 3 : 1    | Квалификације за ЕП 2020.                 | [ 59 ] [ 60 ] |
| 28. | 10. септембар 2019. | Стадион Жози Бартел, Луксембург   | Луксембург      | 3 : 1 | 3 : 1    | Квалификације за ЕП 2020.                 | [ 59 ] [ 60 ] |
| 29. | 10. октобар 2019.   | Стадион Младост, Крушевац         | Парагвај        | 1 : 0 | 1 : 0    | Пријатељска утакмица                      | [ 61 ] [ 62 ] |
| 30. | 14. октобар 2019.   | Стадион ЛФФ, Вилњус               | Литванија       | 1 : 0 | 2 : 1    | Квалификације за ЕП 2020.                 | [ 63 ] [ 64 ] |
| 31. | 14. октобар 2019.   | Стадион ЛФФ, Вилњус               | Литванија       | 2 : 0 | 2 : 1    | Квалификације за ЕП 2020.                 | [ 63 ] [ 64 ] |
| 32. | 14. новембар 2019.  | Стадион Рајко Митић, Београд      | Луксембург      | 1 : 0 | 3 : 2    | Квалификације за ЕП 2020.                 | [ 65 ] [ 66 ] |
| 33. | 14. новембар 2019.  | Стадион Рајко Митић, Београд      | Луксембург      | 2 : 0 | 3 : 2    | Квалификације за ЕП 2020.                 | [ 65 ] [ 66 ] |
| 34. | 17. новембар 2019.  | Стадион Рајко Митић, Београд      | Украјина        | 2 : 1 | 2 : 2    | Квалификације за ЕП 2020.                 | [ 67 ] [ 68 ] |
| 35. | 3. септембар 2020.  | ВТБ арена, Москва                 | Русија          | 1 : 2 | 1 : 3    | Лига нација 2020/21.                      | [ 69 ] [ 70 ] |
| 36. | 14. октобар 2020.   | Турк Телеком Арена, Истанбул      | Турска          | 2 : 0 | 2 : 2    | Лига нација 2020/21.                      | [ 71 ] [ 72 ] |
| 37. | 24. март 2021.      | Стадион Рајко Митић, Београд      | Република Ирска | 2 : 1 | 3 : 2    | Квалификације за СП 2022.                 | [ 73 ]        |
| 38. | 24. март 2021.      | Стадион Рајко Митић, Београд      | Република Ирска | 3 : 1 | 3 : 2    | Квалификације за СП 2022.                 | [ 73 ]        |
| 39. | 27. март 2021.      | Стадион Рајко Митић, Београд      | Португалија     | 1 : 2 | 2 : 2    | Квалификације за СП 2022.                 | [ 10 ]        |
| 40. | 30. март 2021.      | Олимпијски стадион у Бакуу, Баку  | Азербејџан      | 1 : 0 | 2 : 1    | Квалификације за СП 2022.                 | [ 74 ]        |
| 41. | 30. март 2021.      | Олимпијски стадион у Бакуу, Баку  | Азербејџан      | 2 : 1 | 2 : 1    | Квалификације за СП 2022.                 | [ 74 ]        |
| 42  | 4. септембар 2021.  | Стадион Рајко Митић, Београд      | Луксембург      | 1 : 0 | 4 : 1    | Квалификације за СП 2022.                 | [ 75 ]        |
| 43. | 4. септембар 2021.  | Стадион Рајко Митић, Београд      | Луксембург      | 2 : 1 | 4 : 1    | Квалификације за СП 2022.                 | [ 75 ]        |
| 44. | 14. новембар 2021.  | Стадион светлости, Лисабон        | Португалија     | 2 : 1 | 2 : 1    | Квалификације за СП 2022.                 | [ 76 ]        |
| 45. | 5. јун 2022.        | Стадион Рајко Митић, Београд      | Словенија       | 1 : 0 | 4 : 1    | Лига нација 2022/23.                      | [ 77 ]        |
| 46. | 12. јун 2022.       | Стадион Стожице, Љубљана          | Словенија       | 2 : 0 | 2 : 2    | Лига нација 2022/23.                      | [ 78 ]        |
| 47. | 24. септембар 2022. | Стадион Рајко Митић, Београд      | Шведска         | 1 : 1 | 4 : 1    | Лига нација 2022/23.                      | [ 79 ]        |
| 48. | 24. септембар 2022. | Стадион Рајко Митић, Београд      | Шведска         | 2 : 1 | 4 : 1    | Лига нација 2022/23.                      | [ 79 ]        |
| 49. | 24. септембар 2022. | Стадион Рајко Митић, Београд      | Шведска         | 3 : 1 | 4 : 1    | Лига нација 2022/23.                      | [ 79 ]        |
| 50. | 27. септембар 2022. | Стадион Улевал, Осло              | Норвешка        | 2 : 0 | 2 : 0    | Лига нација 2022/23.                      | [ 80 ]        |
| 51. | 28. новембар 2022.  | Стадион Ел Џануб, Вакра           | Камерун         | 3 : 1 | 3 : 3    | Светско првенство 2022.                   | [ 81 ]        |
| 52. | 2. децембар 2022.   | Стадион 974, Доха                 | Швајцарска      | 1 : 1 | 2 : 3    | Светско првенство 2022.                   | [ 82 ]        |
| 53. | 10. септембар 2023. | Стадион Даријус и Гиренас, Каунас | Литванија       | 1 : 0 | 3 : 1    | Квалификације за Европско првенство 2024. | [ 83 ]        |
| 54. | 10. септембар 2023. | Стадион Даријус и Гиренас, Каунас | Литванија       | 2 : 0 | 3 : 1    | Квалификације за Европско првенство 2024. | [ 83 ]        |
| 55. | 10. септембар 2023. | Стадион Даријус и Гиренас, Каунас | Литванија       | 3 : 0 | 3 : 1    | Квалификације за Европско првенство 2024. | [ 83 ]        |
| 56. | 17. октобар 2023.   | Стадион Рајко Митић, Београд      | Црна Гора       | 1 : 0 | 3 : 1    | Квалификације за Европско првенство 2024. | [ 84 ]        |
| 57. | 17. октобар 2023.   | Стадион Рајко Митић, Београд      | Црна Гора       | 2 : 1 | 3 : 1    | Квалификације за Европско првенство 2024. | [ 84 ]        |
| 58. | 8. јун 2024.        | Френдс арена, Солна               | Шведска         | 2 : 0 | 3 : 0    | Пријатељска утакмица                      | [ 85 ]        |
| 59. | 12. октобар 2024.   | Стадион Дубочица, Лесковац        | Швајцарска      | 2 : 0 | 2 : 0    | УЕФА Лига нација 2024/25.                 | [ 86 ]        |
| 60. | 10. јун 2025.       | Стадион Дубочица, Лесковац        | Андора          | 1 : 0 | 3 : 0    | Квалификације за Светско првенство 2026.  | [ 87 ]        |
| 61. | 10. јун 2025.       | Стадион Дубочица, Лесковац        | Андора          | 2 : 0 | 3 : 0    | Квалификације за Светско првенство 2026.  | [ 87 ]        |
| 62. | 10. јун 2025.       | Стадион Дубочица, Лесковац        | Андора          | 3 : 0 | 3 : 0    | Квалификације за Светско првенство 2026.  | [ 87 ]        |

## Статистика
Ажурирано 10. јуна 2025.
| Репрезентација | Година | Наступи | Голови |
| -------------- | ------ | ------- | ------ |
| Србија         | 2013   | 3       | 1      |
| Србија         | 2014   | 7       | 0      |
| Србија         | 2015   | 8       | 1      |
| Србија         | 2016   | 8       | 5      |
| Србија         | 2017   | 7       | 4      |
| Србија         | 2018   | 13      | 12     |
| Србија         | 2019   | 9       | 11     |
| Србија         | 2020   | 6       | 2      |
| Србија         | 2021   | 8       | 8      |
| Србија         | 2022   | 10      | 8      |
| Србија         | 2023   | 8       | 5      |
| Србија         | 2024   | 11      | 2      |
| Србија         | 2025   | 2       | 3      |
| Укупно         | Укупно | 100     | 62     |

| Такмичење                           | Голови |
| ----------------------------------- | ------ |
| Пријатељске утакмице                | 11     |
| Квалификације за Европско првенство | 15     |
| УЕФА Лига нација                    | 15     |
| Квалификације за Светско првенство  | 18     |
| Светско првенство                   | 3      |
| Укупно                              | 62     |

| Противник       | Голови |
| --------------- | ------ |
| Литванија       | 8      |
| Луксембург      | 6      |
| Црна Гора       | 5      |
| Шведска         | 4      |
| Андора          | 3      |
| Боливија        | 3      |
| Португалија     | 3      |
| Швајцарска      | 3      |
| Азербејџан      | 2      |
| Аустрија        | 2      |
| Велс            | 2      |
| Република Ирска | 2      |
| Нигерија        | 2      |
| Румунија        | 2      |
| Русија          | 2      |
| Словенија       | 2      |
| Грузија         | 1      |
| Камерун         | 1      |
| Кина            | 1      |
| Кипар           | 1      |
| Молдавија       | 1      |
| Норвешка        | 1      |
| Парагвај        | 1      |
| Турска          | 1      |
| Украјина        | 1      |
| Француска       | 1      |
| Хрватска        | 1      |
| Укупно          | 62     |